# Ribeira Dom João
Ribeira Dom João est un village du Cap-Vert sur l’île de Maio.

## Démographie
Sa population est de 203 habitants.